# Liste des épisodes de Hannah Montana

Logo de la série

Cette page recense la liste des épisodes de la série télévisée Hannah Montana.

## Liste des épisodes
| Saison | Saison | Épisodes | États-Unis      | États-Unis      | France            | France          |
| Saison | Saison | Épisodes | Début           | Fin             | Début             | Fin             |
| ------ | ------ | -------- | --------------- | --------------- | ----------------- | --------------- |
|        | 1      | 26       | 24 mars 2006    | 30 mars 2007    | 3 octobre 2006    | 28 août 2007    |
|        | 2      | 29       | 23 avril 2007   | 12 octobre 2008 | 25 septembre 2007 | 9 décembre 2008 |
|        | 3      | 30       | 2 novembre 2008 | 14 mars 2010    | 18 février 2009   | 14 avril 2010   |
|        | 4      | 13       | 11 juillet 2010 | 16 janvier 2011 | 6 octobre 2010    | 23 mars 2011    |

### Saison 1 (2006-2007)
1. Le Secret de Miley (Lilly, Do You Want to Know a Secret?)
2. Fou d'Hannah Montana (Miley Get Your Gum)
3. Chassé-croisé (She's a Supersneak)
4. À moitié amoureux (I Can't Make You Love Hannah if You Don't)
5. Une amie encombrante (It's My Party, and I'll Lie if I Want To)
6. Une visite imprévue (Grandma Don't Let Your Babies Grow Up to Play Favorites)
7. Joyeux anniversaire Miley (It's a Mannequin's World)
8. En piste Lilly (Mascot Love)
9. Camping en forêt (Ooh, Ooh, Itchy Woman)
10. Roméo et Juliette (Oh Say Can You Remember the Words ?)
11. Miley s'en mêle (Oops! I Meddled Again)
12. La Nourrice improvisée (On the Road Again) (3e partie de That's So Suite Life of Hannah Montana La phénoménale vie de palace d'Hannah Montana)
13. Le Bouton qui fâche (You're So Vain You Probably Think This Zit is About You)
14. L'Élève le plus méritant(New Kid in School)
15. Un amour de zombie (More Than a Zombie to Me)
16. Videogaffe (Good Golly, Miss Dolly)
17. L'Autre facette d'Hannah (Torn Between Two Hannahs)
18. Histoire de jalousie (People Who Use People)
19. Monnaie gratuite (Money for Nothing, Guilt for Free)
20. Le compte est bon  (Debt It Be)
21. Couple de stars (My Boyfriend's Jackson and There's Gonna Be Trouble)
22. L'Assistant d'Hannah  (We Are Family : Now Give Me Some Water)
23. Les Grands Moyens (Schooly Bully)
24. Mon côté star (The Idol Side of Me)
25. Hannah se met au parfum (Smells Like Teen Sellout)
26. La Nièce infernale (Bad Moose Rising)

### Saison 2 (2007-2008)
1. Qui craint le « grand » méchant Rico ? (Me and Rico Down by the School Yard)
2. Les Inséparables (Cuffs Will Keep Us Together)
3. Ma Lilly, ma bataille (You Are So Sue-able to Me)
4. Le Contrôle de biologie (Get Down, Study-udy-udy)
5. Le Cauchemar (I Am Hannah, Hear Me Croak)
6. Qu'est-ce qu'on attend pour faire le mur ? (You Gotta Not Fight for Your Right to Party)
7. Lilly l'amoureuse (My Best Friend's Boyfriend)
8. Le Chaperon envahissant (Take This Job and Love It!)
9. Quand on a que l'amour de Jake (1/2) (Achy Jakey Heart, Part 1)
10. Quand on a que l'amour de Jake (2/2) (Achy Jakey Heart, Part 2)
11. Toute vérité est bonne à dire (Sleepwalk This Way)
12. La Vie de star (When You Wish You Were the Star)
13. Voyage en douce (I Want You to Want Me... to Go to Florida)
14. Oliver et Lilly, les meilleurs ennemis (Everybody Was Best Friend Fighting)
15. S'il suffisait de chanter (Song Sung Bad)
16. Les frères que je n'ai pas choisis (Me and Mr. Jonas and Mr. Jonas and Mr. Jonas)
17. Le gigaphone pleure (Don't Stop Til You Get the Phone)
18. Le Cinéma de Miley (That's What Friends Are For?)
19. Un diner qui tourne au vinaigre (Lilly's Mom Has Got It Goin' On)
20. Je t'en voudrai toute ma vie (I Will Always Loathe You)
21. Adieu ma petite balle chérie (Bye Bye Ball)
22. Je ne suis pas un héros ((We're So Sorry) Uncle Earl)
23. Voyage, voyage dans le temps (The Way We Almost Weren't)
24. On n'a pas tous les jours 40 ans (You Didn't Say It Was Your Birthday)
25. La Rockeuse de diamants (Hannah in the Streets with Diamonds)
26. Quand la musique est bonne (Yet Another Side of Me)
27. Tout, tout pour mon chéri (The Test of My Love)
28. Tu seras sa meilleure amie (Joannie B. Goode)
29. Le Diner (We're All on This Date Together)

### Saison 3 (2008-2010)
1. Le Permis de conduire (Ready, Set, Don't Drive)
2. L'Homme de mes rêves ("He Ain't a Hottie, He's My Brother")
3. Le Blues du dentiste (Don't Go Breaking My Tooth)
4. Argent de poche (You Never Give Me My Money)
5. La Lettre (Killing Me Softly with His Height)
6. Marre de cette Hannah là (Would I Lie to You, Lilly?)
7. Je me voyais déjà en haut de l'affiche (You Gotta Lose That Job)
8. Pour que tu mentes encore (Welcome to the Bungle)
9. Mes copains d'abord (Papa's Got a Brand New Friend)
10. Tu triches ou tu triches pas (Cheat It)
11. J'ai la tête qui flanche (Knock Knock Knockin' on Jackson's Head)
12. Notre mauvaise réputation (You Give Lunch a Bad Name)
13. Toi + moi + Hannah (What I Don't Like About You)
14. Ça va pas être possible... (Promma Mia)
15. Relou y es-tu ? (Once, Twice, Three Times Afraidy)
16. Y'a du mariage dans l'air (Jake... Another Little Piece of My Heart)
17. Radio gogo (Miley Hurt the Feelings of the Radio Star)
18. Ça pourrait bien être le bon (He Could Be The One) (épisode en 2 parties)
19. Hisse et Ho ! (Super(stitious) Girl) (3e partie de La Vie de croisière ensorcelante d'Hannah Montana)
20. Je t'aime, toi non plus (I Honestly Love You (No, Not You))
21. Mon frère (For (Give) a Little Bit)
22. Perdue sans toi (B-B-B-Bad To The Chrome)
23. Je ne vous apporterai pas de bonbon (Uptight (Oliver's Alright))
24. Ne me quitte pas Oliver (Judge Me Tender)
25. Parole, parole (Can't Get Home to You Girl)
26. La Doubleuse de diamant (Come Fail Away)
27. Lilly dépasse les limites (Got to Get Her Out of My House)
28. Viens chez moi j'habite chez Hannah Montana (The Wheel Near My Bed (Keeps On Turnin'))
29. Ce n'est qu'un au revoir ? (1/2) (Miley Says Goodbye? Part 1)
30. Ce n'est qu'un au revoir ? (2/2) (Miley Says Goodbye? Part 2)

### Saison 4:Hannah Montana Forever(2010-2011)
1. Bienvenue chez moi (Sweet Home Hannah Montana)
2. C'est l'effet Montana (Hannah Montana to the Principal's Office)
3. Je ne veux pas que tu restes seul (California Screamin)
4. Le Grand Secret (De-Do-Do-Do, Da-Don't-Don't, Don't, Tell My Secret)
5. Va voir ailleurs (It's the End of the Jake as We Know It)
6. Loin du corps mais près du cœur (Been Here All Along)
7. L'Amour n'est qu'une chanson douce (Love That Let's Go)
8. La Chanson qui fera un grand succès (Hannah's Gonna Get This)
9. Ma révélation (I'll Always Remember You) (épisode en 2 parties)
10. Popcollection (Can You See the Real Me?)
11. Allô tata bobo (Kiss It All Goodbye)
12. Si, mamoune, si (I Am Mamaw, Hear Me Roar)
13. Mon film, ma bataille (Wherever I go) (épisode en 2 parties)